# Ligne de Valence à Moirans
La ligne de Valence à Moirans est une ligne ferroviaire française à écartement standard électrifiée de la région Auvergne-Rhône-Alpes. D'une longueur de 80 kilomètres, elle est à double voie sur les deux tiers de sa longueur. Elle fait partie de la ligne du Sillon Alpin Sud. Elle relie la gare de Valence-Ville, dans la Drôme, sur la ligne de Paris-Lyon à Marseille-Saint-Charles, à la gare de Moirans, dans l'Isère, sur la ligne de Lyon-Perrache à Marseille-Saint-Charles (via Grenoble).
Elle constitue la ligne no 908 000 du réseau ferré national.

## Historique
Cette ligne est concédée à la Compagnie du chemin de fer de Saint-Rambert à Grenoble par une convention signée le 16 mars 1857 entre le ministre des Travaux publics et la Compagnie. Cette convention est approuvée par un décret impérial le 18 mars 1857.
Par une délibération d'assemblée générale du 26 février 1856, la Compagnie du chemin de fer de Saint-Rambert à Grenoble est rebaptisée Compagnie des chemins de fer du Dauphiné. Cette modification est approuvée par décret impérial le 5 décembre 1857.
Un traité passé le 22 juillet 1858 entre la Compagnie des chemins de fer de Paris à Lyon et à la Méditerranée et la Compagnie des chemins de fer du Dauphiné prévoit le rachat de cette dernière. Ce traité est approuvé par deux décrets impériaux le 11 juin 1859,.
La ligne est mise en service sur la totalité de sa longueur par la compagnie PLM le 9 mai 1864, à voie unique.
En 1910, la ligne est mise à double voie sur tout son parcours.
Entre 1917 et 1922, la portion entre Romans - Bourg-de-Péage et Moirans est mise à voie unique, sur demande de l'Armée Française, afin de récupérer les rails de la deuxième voie pour les fondre pour fabriquer des canons.
En 1922, la deuxième voie est reposée intégralement entre Romans et Moirans (source : "Le sillon Alpin Sud, histoire et transfiguration d'un chemin de fer", de Mariano Florès, Presses et éditions Ferroviaires). A noter que, en revanche, aucune mise à voie unique n'a été entreprise durant la Seconde Guerre Mondiale.
De nombreux matériels roulants et trains de légende ont circulé sur cette ligne dès 1945 avec la mise en place de la liaison "Alpes-Pyrénées" de Saint-Gervais à Hendaye.
En 1959, la portion de ligne de Romans à Moirans est, à nouveau, mise à voie unique, avec dépose de la deuxième voie.
En 2006, un PIPC est mis en service, avec son Poste de Commande à Distance (PCD) construit à Moirans, ce qui a entraîné la fermeture de plusieurs postes d'aiguillage dans les gares de la ligne : St-Marcellin, Vinay, Poliénas et Tullins, puis, beaucoup plus tard, Romans - Bourg-de-Péage.
De 2007 à 2009, de gros travaux baptisés SAS (pour Sillon Alpin Sud) sont mis en œuvre pour la pose de la deuxième voie entre St-Marcellin et Moirans.
Le trafic ferroviaire de la ligne est totalement interrompue du 9 juillet au 10 août 2007 pour le remplacement du tablier des ponts-rail (PRA) et la mise à double voie de la plupart des passages à niveaux. Ces travaux ont notamment permis la mise en place de l'horaire cadencé sur les liaisons Valence - Grenoble - Annecy et sur Saint-Marcellin - Grenoble - Chambéry à partir du 9 décembre 2007.
Le trafic ferroviaire de la ligne est encore totalement interrompue du 16 juin au 29 août 2008 pour la création de la plateforme de la future deuxième voie. 
Du 30 mai au 6 septembre 2009, une nouvelle interruption totale de trafic entre Romans et Moirans permet de finaliser la modernisation de la ligne et la remise à double voie de la section entre St-Marcellin et Moirans.
Le 7 septembre 2009, la double voie avec IPCS et le saut-de-mouton de Moirans sont mis en service.
En 2010, débute la pose d'une voie d'évitement longue entre l'ancienne gare de La Sône et l'ouest de la gare de St Hilaire-St Nazaire (mise en service le 8 mai 2011), et la voie d'évitement de la gare de St Paul-lès-Romans est allongée.
La région Auvergne-Rhône Alpes a choisi, pour des raisons budgétaires, de ne pas remettre à double voie la section de Romans à St Marcellin. Si une remise à double voie était éventuellement décidée à très long terme, elle se ferait uniquement entre Romans et St Paul les Romans (le pont rail de la déviation est de Romans est conçu pour la double voie), et entre la Sone (côté Chatte) et St Marcellin, ces tronçons étant facile à doubler (d'après les élus régionaux Rhône-Alpes ayant voté la modernisation de la ligne, au début des années 2000).
Un doublement entre St Paul les Romans et l'Ouest de St Hilaire-St Nazaire serait beaucoup plus difficile, en raison des difficultés topologiques dues aux falaises de Saint-Lattier. De plus, le pont-rail de La Sone, construit au dessus de l'A 49 durant l'année 1989, a été conçu pour une seule voie, ce qui rendrait très couteuse la continuité de la double voie à cet endroit (source: Le Sillon Alpin Sud, histoire, et transfiguration d'un chemin de fer, Mariano Florès, Presses et Editions Ferroviaires).
La ligne est totalement fermée du 9 décembre 2012 au 14 décembre 2013 entre les gares de Valence TGV et Moirans du fait des travaux d'électrification baptisés SAS 2 (pour rappel, la jonction avec le 1,5 Kv CC à Valence-Ville est existante depuis 1994) en 25 Kv 50 Hz. Tous les TER sont remplacés par des bus durant cette période. Les TER Romans-Briançon sont supprimés entre Romans et Valence-Ville, la correspondance avec le TGV Paris-Miramas et ce TER s'effectuant à Valence-Ville. Seuls les TGV Paris-Miramas continuent à circuler normalement entre la jonction LGV de Saint-Marcel-lès-Valence et Valence-Ville (portion non affectée par les travaux puisque déjà électrifiée depuis 1994). Tous les anciens ponts voûtés sont démolis et remplacés partiellement par des ponts au gabarit, à l'exception d'un ouvrage situé à 20 mètres au dessus des voies, n'engageant pas le gabarit nécessaire pour installer les caténaires, ni les TER 2N, et TGV 2Niveaux, ni le B+ pour d'éventuels trains de ferroutage. Un changement de section (entre les sous stations de Chambaud LGV, et Moirans-Perelle), est installé à Chatte. Une jonction, à voie unique, entre la LGV Méditerranée et la ligne classique Valence-Moirans est créée. Les TGV doivent franchir, pantographes baissés, une section de jonction LGV/ligne classique, du fait du réglage différent des pantographes dans les deux environnements. Si ce raccordement est utilisé par quelques TGV Annecy-Marseille, les TGV Paris-Grenoble l'utilisent également en cas de coupure de trafic entre Lyon et Grenoble.

## Infrastructure

Carte de la ligne.

### Voies
Construite sur deux voies pour permettre l'acheminement des marchandises depuis le Midi jusqu'à l'Isère, elle fut, en 1958 et devant le développement du transport routier, mise à voie unique de Romans à Moirans. Depuis cette époque, elle n'était donc plus à double voie qu'entre Valence et Romans.
Cette ligne a connu au début du XXIe siècle d’importants travaux afin de diminuer sa saturation. Ils ont consisté dans un premier temps (achevés le 6 septembre 2009) à repasser en voie double entre Moirans et Saint-Marcellin, avec circulation à double sens sur chaque voie et des appareils de voie permettant de passer d'une voie à l'autre à Poliénas, puis dans un deuxième temps à moderniser la section entre Romans et Saint-Marcellin, une opération baptisée SAS pour Sillon Alpin Sud. Cette modernisation comprend la réalisation de deux points de croisements : une voie d'évitement en gare de Saint-Paul-lès-Romans, ainsi qu'une double voie sur 8 km permettant des croisements dynamiques aux alentours de la gare de Saint-Hilaire-Saint-Nazaire.
Pour des raisons budgétaires, la remise complète à double voie entre Saint-Marcellin et Romans n'est pas prévue à moyen terme; les tronçons entre Saint-Marcellin et La Saône, de Saint-Hilaire à Saint-Paul-lès-Romans et de Saint-Paul à Romans - Bourg-de-Péage restent donc en voie unique. Cependant, certains ouvrages d'art réalisés sur ces sections tiennent compte de cette future opportunité. Ultérieurement, le reste de la ligne jusqu'à Romans pourra être remise à double voie, suivant les enveloppes budgétaires régionales.
A Romans, une voie de garage a été aménagée côté Est pour remiser le matériel TER circulant en direction de Briançon. Ce train ne peut être remisé qu'à cet endroit, car il effectue à Valence TGV des correspondances avec les TGV en provenance et à destination de Paris, Lyon, Lille, et Bruxelles. Cette voie de garage a également été électrifiée en 2013.

### Tracé
La ligne se situe entièrement en région Auvergne-Rhône-Alpes, dans le département de la Drôme, de Saint-Marcel-les-Valence à Saint-Paul-lès-Romans (commune immédiatement au nord de Romans-sur-Isère) puis, sur la majeure partie du tracé, dans le département de l’Isère, de Saint-Lattier à Moirans.
La ligne parcourt la basse vallée de l’Isère, en rive gauche de Saint-Marcel-lès-Valence (bifurcation du Cagnard sur la ligne PLM) au viaduc de Vernaison (situé au sud de Romans) puis en rive droite au nord de ce viaduc. Elle se situe sur la plus grande partie du parcours sur les terrasses de l’Isère et recoupe quelques éperons rocheux, ce qui a justifié le percement de trois tunnels et un passage à flanc de paroi (tranchée des Etroits).
Les rayons de courbure descendent localement à 455 mètres aux abords du viaduc du Furand, et à 550 mètres au passage du tunnel de Têche (anciennement appelé tunnel de Beaulieu, la commune voisine). Le profil en long, en forme de toit dont le sommet se situe aux alentours de Saint-Sauveur, ne dépasse pas 10‰.
Le raccordement avec la ligne de grande vitesse se fait par un raccordement au nord de la gare TGV.

### Ouvrages
Sur cette ligne, on trouve notamment les ouvrages suivants :
- 13 ponts-route (PRO),
- 3 tunnels : le tunnel de Têche d’une longueur de 172 m, le tunnel de Poliénas d’une longueur de 781 m et le tunnel de Rochefort d’une longueur de 235 m,
- 7 filets détecteurs de chute de rochers (3 à St-Lattier, 3 à Têche et 1 à Tizin),
- 8 ponts-rail (PRA) de grande longueur entre 50 m et 300 m.

### Exploitation
La vitesse maximale de la ligne est généralement comprise entre 120 et 140 km/h en fonction des tronçons. Les travaux d'électrification et de modernisation ont été accompagnés par l'automatisation de la signalisation en BAPR, la mise en place d'un poste de commande à distance (PCD) à Moirans et la reconfiguration des gares de Romans et de Saint-Hilaire.

### Électrification

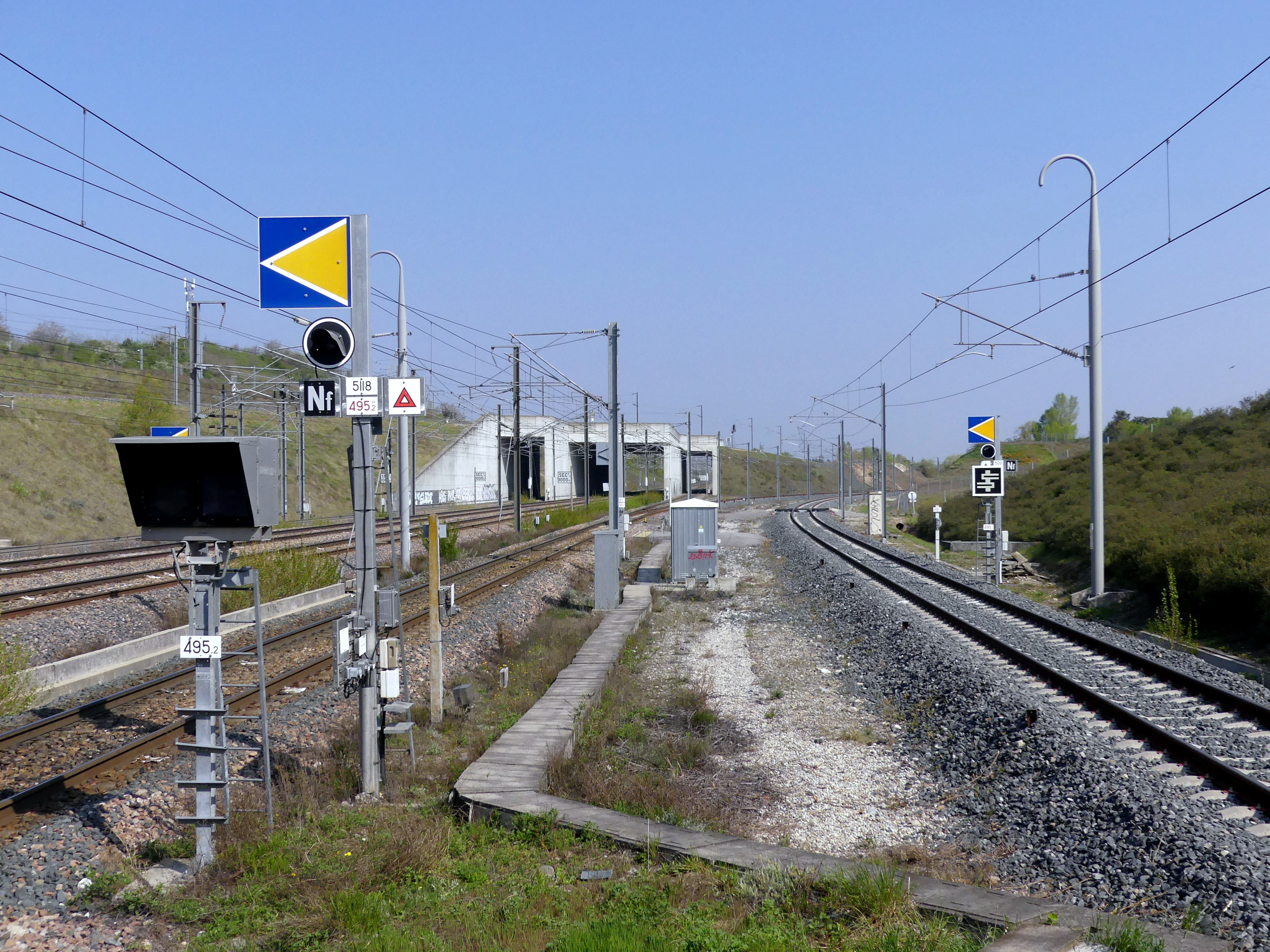
Les voies en provenance de la ligne Moirans-Valence en gare de Valence TGV permettant le raccordement à la LGV.

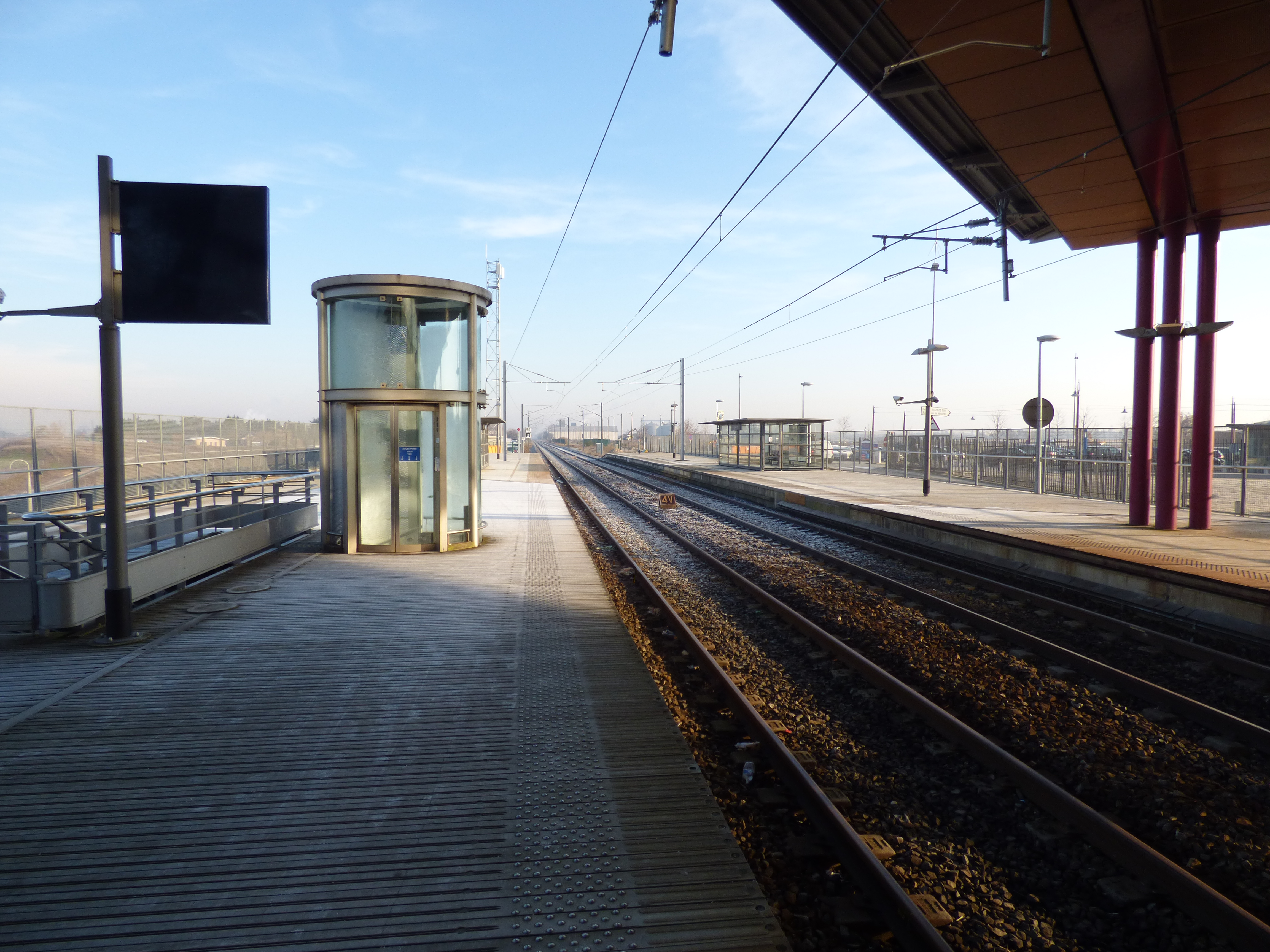
Les voies TER électrifiées en gare de Valence TGV.

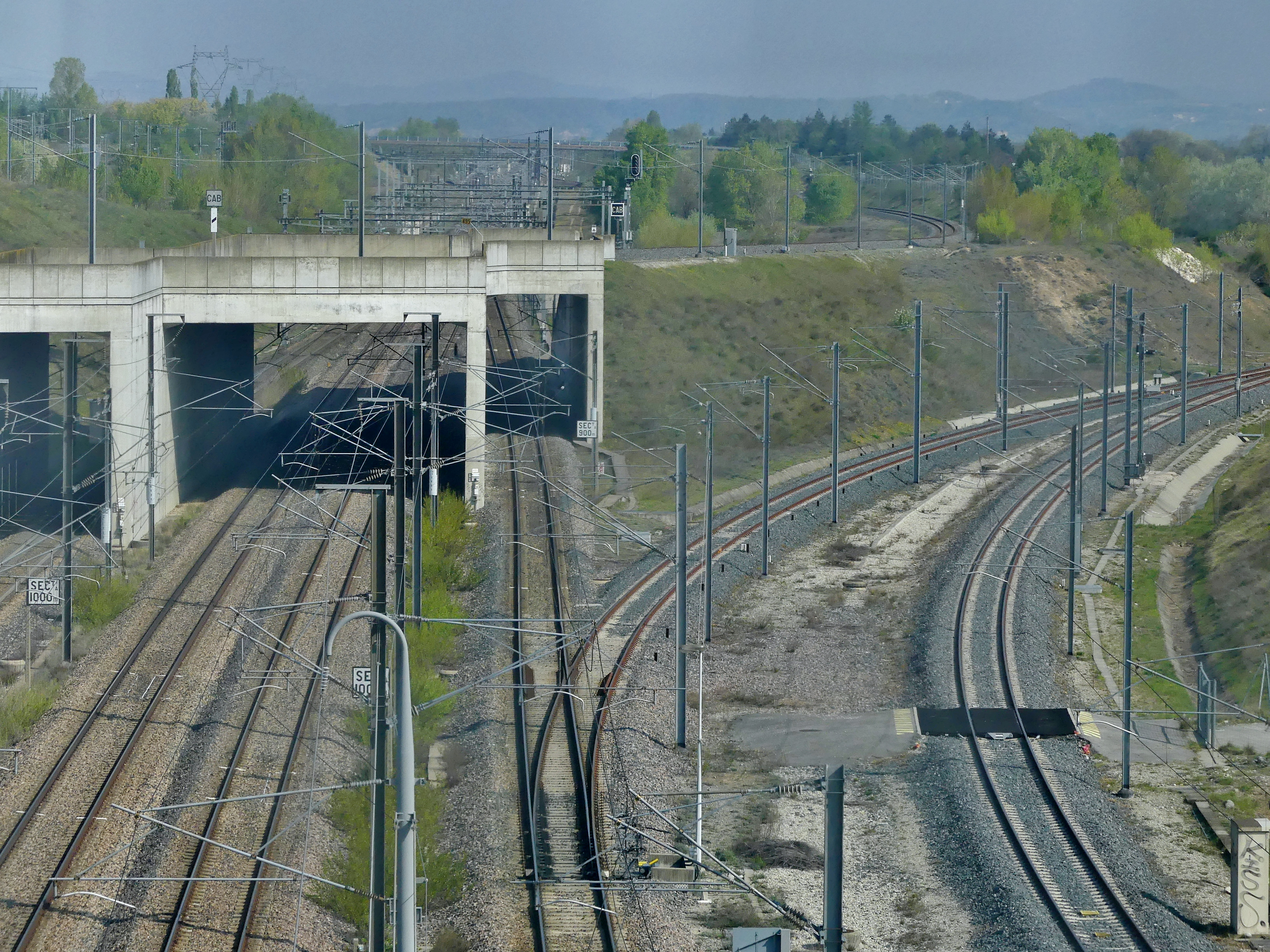
Les voies de raccordement à droite.

Depuis la mise en service de la LGV Rhône-Alpes en 1994, la ligne est électrifiée en 25 kV 50 Hz sur une dizaine de kilomètres, entre Valence et Saint-Marcel-lès-Valence (peu avant la gare de Valence TGV), avec une section de séparation entre 25000 volts alternatif et 1500 V continu au PK 2.2, sur la commune de Bourg-lès-Valence. Le reste de la ligne entre Saint-Marcel-lès-Valence et Moirans a été électrifié en 25000 volts alternatif entre 2011 et 2014.
La ligne comporte deux sous-stations dénommées Chambaud, à proximité de Valence (Drôme) et Pérelle, située sur la commune de Moirans (Isère).
Depuis 2014 la ligne est électrifiée en intégralité, au cours d'une opération baptisée SAS 2, ce qui a permis notamment le passage de quelques TGV Annecy - Grenoble - Méditerranée par semaine jusqu'en 2018 (cette relation TGV ayant été supprimée le 10 décembre 2018). Depuis la mise sous tension intégrale de la ligne, la ligne ne voit passer que des trains TER et TGV (SNCF ou privés) en traction électrique. Cependant, des TER thermiques subsistent entre Romans et la ligne de Die et le Gapençais assurés en X 72500 PACA, soit en BGC 81500 PACA (dans ce dernier cas, en mode thermique), en cas de défaillance, d'un X 72500 de cette même région.
Les travaux préparatoires à l'électrification débutent en 2011. Les tunnels de Polienas et de Beaulieu sont mis au gabarit par surcreusement, puis les anciens ponts-routes voûtés sont démolis durant l'année 2013. Un seul ouvrage, se trouvant à 10 m au-dessus des voies près de Saint Marcellin, n'est pas détruit car il n'engage pas le gabarit. Aucune sous-station n'est créée mais les sous-stations existantes sont renforcées (Chambaud LGV Rhône-Alpes et Pérelle-Moirans). Les ponts-routes démolis sont reconstruits au gabarit. Le saut-de-mouton de Moirans dégage quant à lui un gabarit de plus de 7 m de haut pour les voies venant de Valence (gabarit dit "militaire" englobant ferroutage et caténaires 25 kV).
La ligne est totalement interceptée entre décembre 2012 et décembre 2013 avec substitution des TER par bus en raison des travaux d'électrification et de mise au gabarit des tunnels. Durant cette année, les TER entre Genève/Annecy et Valence sont limités à Grenoble. Les TER Chambéry-Saint Marcellin sont également limités à Grenoble. Les TER Romans-Briançon ont leur origine/terminus reportés à Valence-Ville et de ce fait sont supprimés entre Romans et Valence-Ville. Seuls circulent normalement les TGV transitant entre la LGV Rhône-Alpes et la gare de Valence-Ville, ce tronçon ne faisant pas l'objet de travaux (modernisation totale, BAL, IPCS, électrification 1 500 V continu et 25 kV) réalisés en 1994).
Les travaux du raccordement entre la ligne Valence-Moirans et la LGV méditerranée ont débuté durant le printemps 2012, avec l'électrification 25 kV. La moitié du raccordement est équipée en caténaires type LGV, et l'autre, en caténaires 25 kV classique, avec section de séparation, au milieu de ce raccordement : les TGV franchiront cette zone en abaissant les pantographes.
La mise sous tension de la ligne s'est échelonnée du 30 octobre 2013 au 20 novembre 2013. L'homologation des installations fixes de traction électrique a eu lieu le 15 février 2014.[réf. nécessaire] L'inauguration officielle de l'électrification s'est déroulée, le 22 février 2014 à Saint-Marcellin, en présence des personnalités des collectivités territoriales, de RFF, et d'associations d'usagers.

## Trafic et liaisons

### Trafic et liaisons actuels
La ligne comporte plusieurs types de trafic. Les circulations TER s'élèvent à environ:
- 30 trains entre Valence-Ville et Romans.
- 30 trains entre Romans et Saint-Marcellin.
- 50 trains entre Saint-Marcellin et Moirans.

Le trafic grandes lignes comprend 8 TGV quotidiens parcourant le court tronçon entre Valence-Ville et le raccordement à la LGV Méditerranée situé au nord de la gare de Valence TGV.
Le fret représente aujourd'hui une dizaine de trains hebdomadaires (aller ou retour) en transit entre le Sud de la France et l'Italie, tous opérés en BB 26000. Ce trafic est appelé à se développer dans l'année 2015 .

### Anciennes liaisons
(février 2014).

#### Liaisons vers Marseille et l'Italie
- Genève Riviera (Genève - Vintimille) : aller-retour (=AR) en nocturne SM/MS puis GR/GR  via Grenoble, Avignon et Marseille, de 1938 à 2007.
- Saint-Gervais Riviera (Saint-Gervais - Nice) : AR en nocturne SGR/RSG via Grenoble, Avignon et Marseille, de 1938 à 2001.
- Genève- Nice : AR en diurne via Grenoble, Avignon et Marseille, du 28 mai 1988 à 2001.
- Le Rhodanien (Genève- Marseille) : AR en diurne GM/MG  via Grenoble et Avignon, mis en service le 31 mai 1964 avec des rames RGP1 ex-TEE X 2770 en première classe et supplément jusqu'au 22 mai 1971, remplacé par un train EC Corail Genève - Marseille jusqu'au 23 mai 1982, puis par un IC 5694/5 avec des rames CC 72000 et 6 voitures Corail jusqu'au 30/05/1986, et enfin par un train express Grenève - Marseille, jusqu'au 28 mai 1988.
- Bâle - Nice : AR diurne EC 370/1 via Genève, Grenoble, Avignon et Marseille, jusqu'au 22 mai 1993.
- Genève - Nice : AR en diurne 5636/7 via Grenoble, Avignon et Marseille, assuré en rame Corail tractée par des CC 72000, du 29 mai 1988 à 2001.

#### Liaisons vers les Pyrénées et l'Espagne
- Alpes-Pyrénées (Saint-Gervais - Hendaye) : AR nocturne AP/PA via Annecy, Chambéry, Grenoble, Valence, Avignon, Nîmes, Montpellier, Béziers, Narbonne, Toulouse, Lourdes, Tarbes et Bayonne.
- Genève- Hendaye : AR nocturne GH/HG  via Grenoble, Avignon, Montpellier et Toulouse, de 1938 à 2001 et diurne temporaire d'été.
- Le Catalan (Genève- Port-Bou) : AR diurne GC/CG via Grenoble, Avignon, Montpellier et Perpignan, mis en service le 1er octobre 1955, composé de rames quadricaisses de la série RGP2 bimoteurs X 2700 + XR 7700 de la SNCF, puis de rames quadricaisses X 2700 RGP1 monomoteur, du 26 septembre 1960 au 31 mai 1969.
- Le TEE Catalan Talgo (Genève- Barcelone) : AR diurne via Grenoble, Avignon, Montpellier, Perpignan et Gérone avec une rame Talgo espagnole à essieux à écartement variable pour la circulation en Espagne, du 1er juin 1969 au 27 septembre 1975. La liaison perdure jusqu'au 23 mai 1982 via Lyon, puis jusqu'au 24 septembre 1994 à nouveau via Grenoble et avec un train EC comportant les deux classes tout en conservant sa rame Talgo.
- Le Pablo Casals (Zürich/Milan - Barcelone) : Train-hôtel AR nocturne EN via Chambéry, Grenoble, Avignon, Montpellier, Perpignan et Gérone, assurée en rame Talgo, du 28 mai 1989 à juin 2007.
- Moscou - Madrid : Voiture-lits soviétique AR directe bihebdomadaire  ((4,831 km) via Genève, Grenoble, Avignon, Montpellier, Toulouse et Hendaye, (et retour incorporée aux trains nocturnes GH/HG Genève - Hendaye). La liaison fonctionne durant l'été 1992.

#### Liaisons du sillon alpin
- Évian-les-Bains - Valence : train AR diurne quotidien n° 5604/5  via Annecy, Chambéry et Grenoble, du 29 septembre 1996 au 8 décembre 2007.

#### Liaisons spéciales
- Trains spéciaux (AR) de pèlerins en provenance de Stuttgart (Allemagne) à destination de Grenoble (Notre-Dame de La Salette) via Chambéry, en provenance de Sierre, Sion et Genève (Suisse) à destination de Lourdes via Chambéry, Grenoble, Valence, Avignon, Montpellier et Toulouse. Par suite de la coupure totale de la ligne, en 2007, 2008, 2009 et 2013, les trains de pèlerinages circulent entièrement en traction électrique, tractés par une BB 22200 transitant par Lyon (raccordement de Saint-Fons) et Vienne (diocèse) jusqu'à Toulouse Matabiau (rebroussement et changement de machine par une BB 9300 ou BB 7200 apte à circuler sous caténaire 1500 Volts continu, d'origine Midi (désaxement spécifique datant des années 1920/1930).

#### Liaisons TGV
- De la fin des travaux d'électrification en 2014, jusqu'en 2018, 3 allers-retours de TGV Marseille-Annecy via Grenoble par week-end ont circulé entre la LGV et Moirans. Cette relation a été supprimée le 10 décembre 2018[8],[12], laissant le nouveau raccordement avec la LGV utilisé seulement en cas de détournements.

## Matériel roulant

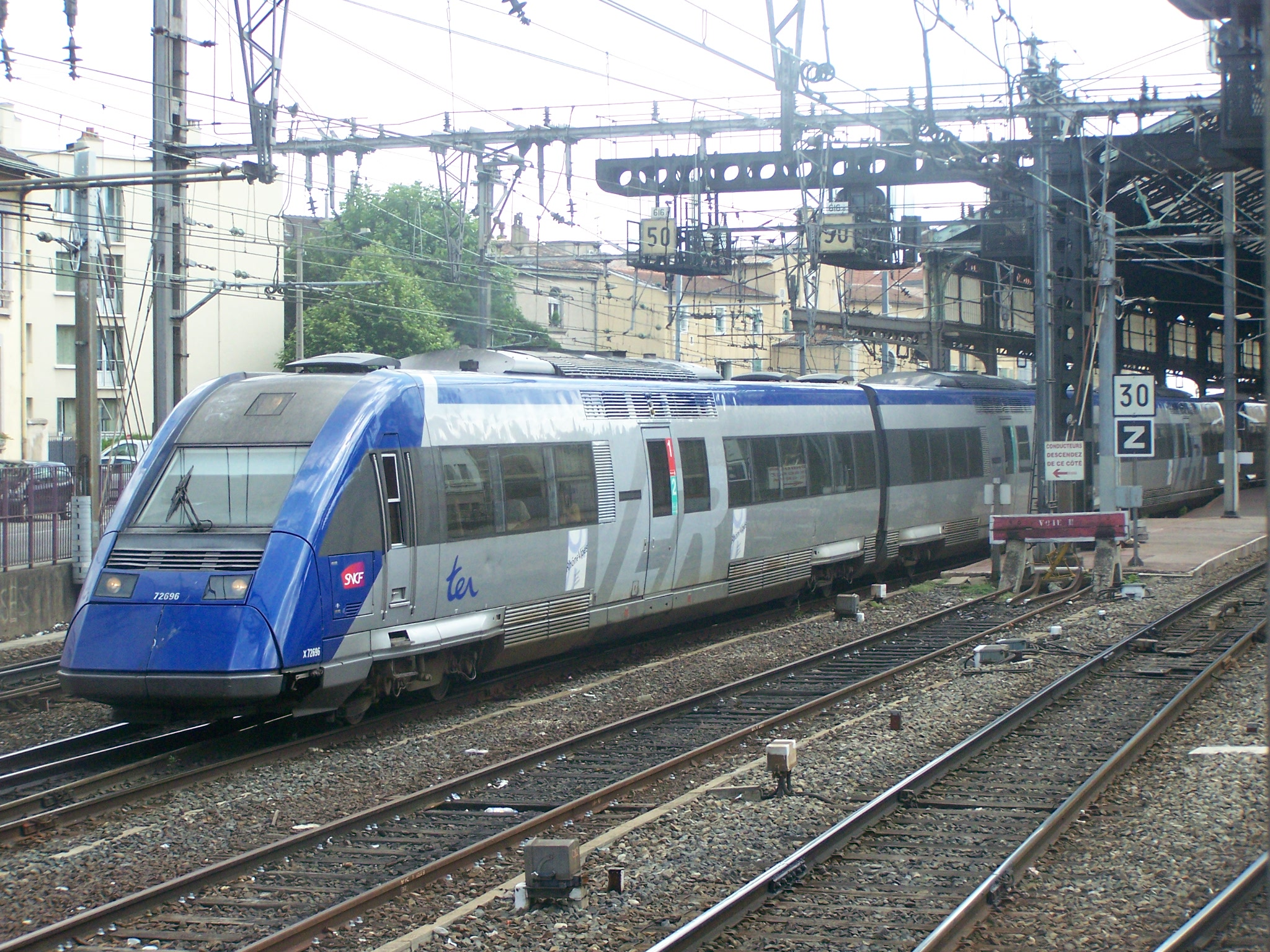
Un TER Rhône-Alpes, assuré avec deux éléments X 72500 quitte Valence-Ville en direction d'Annecy (élément de tête) et Genève (élément de queue).

(février 2014).

### Autorails
- Autorails Decauville ZZ P 1 à 9 du PLM (puis de la SNCF) du Centre autorails de Grenoble assurant les dessertes de Grenoble à Valence, réimmatriculés X 52001 à 52009 en 1962, formant la série des X 52000 de la SNCF (de 1935 à 1972).
- Autorails Decauville XDC 2101 à 2110 de la SNCF du Centre autorails de Grenoble, réimmatriculés X 52101 à X 52110 en 1962, formant la série des autorails X 52100 de la SNCF (de 1945 à 1972). L'X 2103 est au musée du chemin de fer de Mulhouse.
- Autorails X 2400 des dépôts de Grenoble et de Lyon-Vaise.
- Autorails X 2700 du dépôt de Lyon-Vaise.
- Autorails X 2770 du dépôt de Lyon-Vaise.
- Autorails X 2800 du dépôt de Lyon-Vaise.
- Autorails X 4200 du dépôt de Marseille-Blancarde (de 1970 à 1973).
- Autorails X 4500 du dépôt de Lyon-Vaise (de 1972 à 1975) sur la liaison Valence - Grenoble - Genève. Le 28 septembre 1970, un autorail X 4500 Saint-Vallier-sur-Rhône - Lausanne passe sur la ligne  affrété par Merlin-Gerin à l'occasion des festivités du cinquantenaire de l'entreprise.
- Autorails X 4900 du dépôt de Marseille-Blancarde (de 1975 à 1976).
- Turbotrains ETG du dépôt de Vénissieux, sur Valence - Grenoble - Genève (du 28/09/1975 à 1986) et sur Valence - Grenoble (de 1975 à 1987).
- Autorails X 72500 du dépôt de Vénissieux, en service jusqu'en 2009 sur Valence - Genève et Valence - Annecy.
- Autorails X 73500 du dépôt de Lyon-Vaise, en service actuellement sur Saint-Marcellin - Chambéry.
- Autorails Bi-modes Bi-courants B 82500 du dépôt de Lyon-Vaise, en service actuellement sur Valence - Grenoble - Chambéry - Genève/Annecy, mis en service progressivement à partir du 6 septembre 2009, en remplacement des X 72500.
- Des autorails B 81500 sont autorisés, mais ils fonctionnent en mode électrique uniquement sous caténaires 1500 V continu entre Chambéry et Genève (limitation mode électrique à Bellegarde lors de la mise en service CEVA du fait de la réelectrification en 25 Kv 50 Hz entre La Plaine et Genève).

### Locomotives
- Locomotives à vapeur 141E de la SNCF, des dépôts de Portes-lès-Valence et de Grenoble, mises en service en 1946.
- Locomotives à vapeur 141F de la SNCF, des dépôts de Portes-lès-Valence et de Grenoble (la 141 F 282 est au musée du chemin de fer de Mulhouse).
- Locomotives à vapeur C 5/6 des CFF louée par la SNCF (de 1945 à 1946).
- Locomotives à vapeur 141 P de la SNCF des dépôts de Grenoble (de 1945 à 1947) et de Vénissieux, tractant le train AP/PA "Alpes-Pyrénées", mises en service le 1er août 1945.
- Locomotives à vapeur 141R de la SNCF des dépôts de Grenoble (de 1945 à 1967) et de Vénissieux, mises en service le 31 août 1946.
- Locomotives diesel BB 66000 de la SNCF du dépôt de Portes-lès-Valence (de 1971 à 1975).
- Locomotives diesel BB 67000 de la SNCF du dépôt de Chambéry (dès 1963).
- Locomotives diesel A1A A1A 68000 de la SNCF  de dépôt de Chambéry (de 1964 à 1969).
- Locomotives diesel BB 67300 de la SNCF du dépôt de Chambéry, toujours en service, au service annuel 2014 sur des trains Saint Marcellin-Grenoble-Gières-Chambéry. Cependant, en raison d'avaries fréquentes de ces machines, assurant des RRR sur cette liaison, ces TER sont supprimés, ou remplacés par du matériel électrique, si disponible( Z2, rame Corail et BB 22000)[réf. nécessaire]
- Locomotives diesel CC 72000 de la SNCF des dépôts de Vénissieux (de 1971 à 1989) à puis de Nevers (de 1989 à 2000), sur les trains Valence - Grenoble - Genève et Valence - Grenoble - Annecy (de 1971 à 2000).
- Locomotives diesel BB 75000 fret du dépôt d'Avignon (depuis octobre 2008), toujours en service. La première locomotive emprunte la ligne Valence - Grenoble pour tracter un train bihebdomadaire de wagons citernes entre Jarrie et Miramas via Grenoble, Valence et Avignon.
- Locomotives électriques bi-courant BB 22000 de l'EMT de Chambéry (depuis Février 2014)[réf. nécessaire]
- Locomotives électriques bi-courant BB 26000 de Fret SNCF du dépôt d'Avignon pour des trains de coïls vers l'Italie et de citernes d'alumine pour l'usine Trimet de Saint-Jean-de-Maurienne.

## Galerie de photos

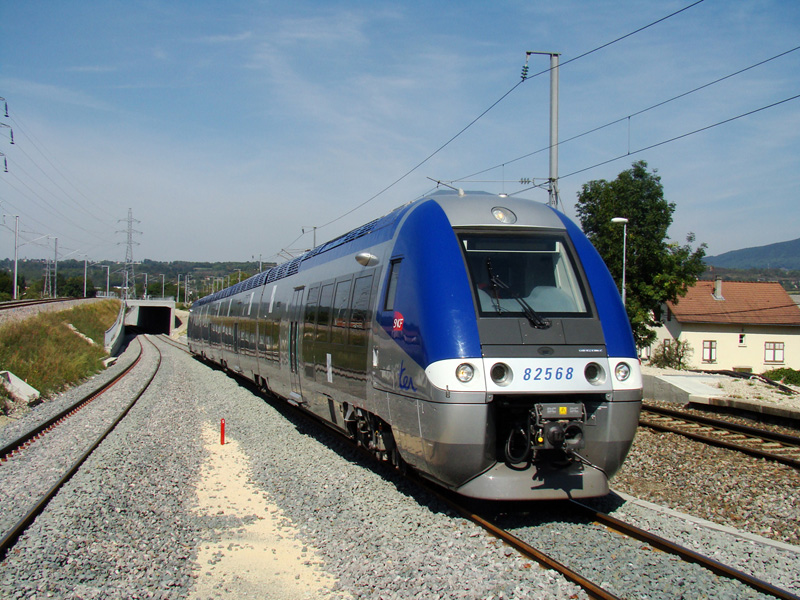
Nouvelle bifurcation sans croisement a niveau a Moirans
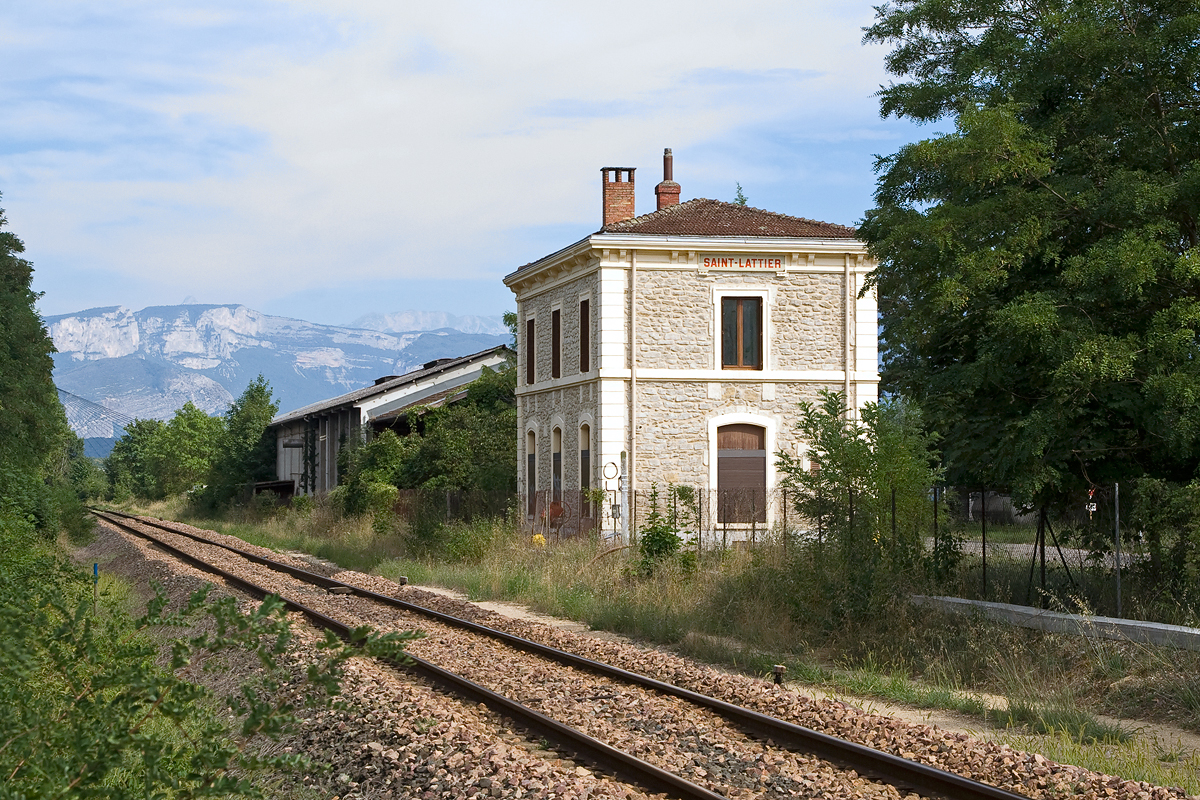
L'ancienne gare de Saint-Lattier
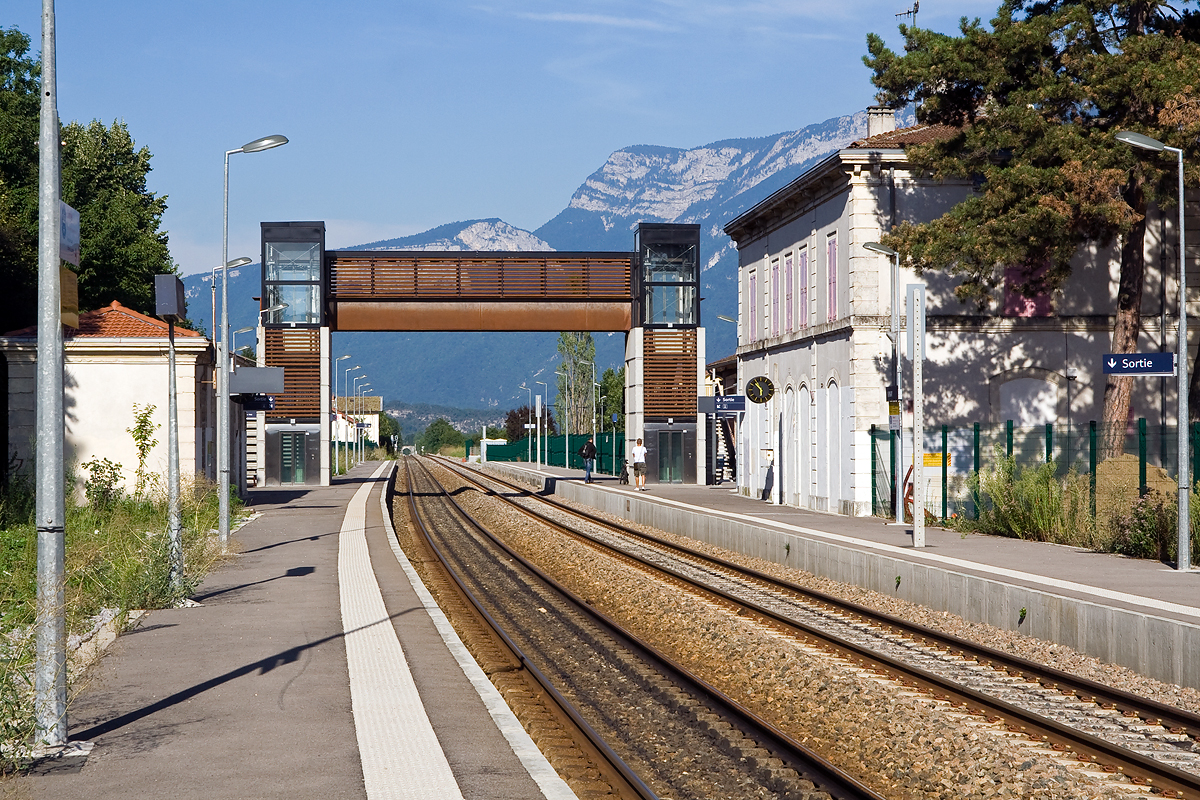
La gare de Vinay
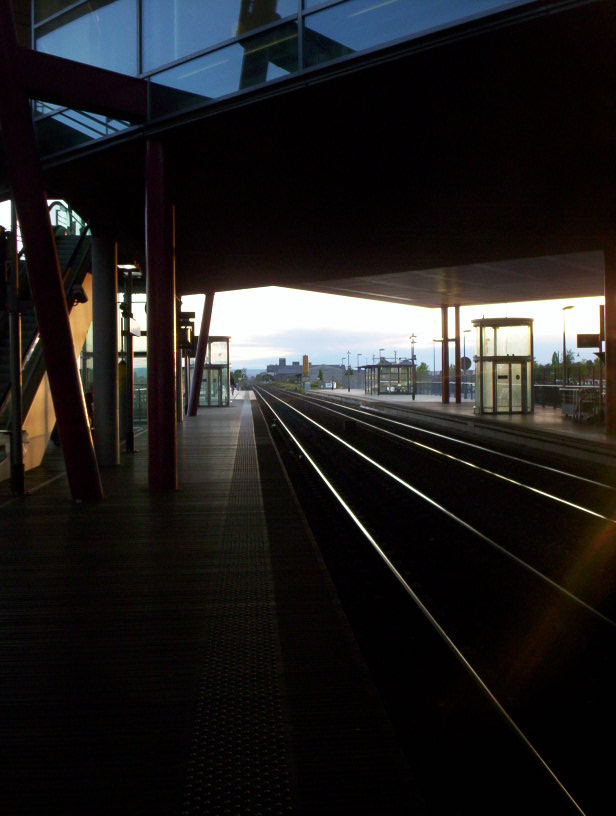
La ligne à la gare de Valence TGV.
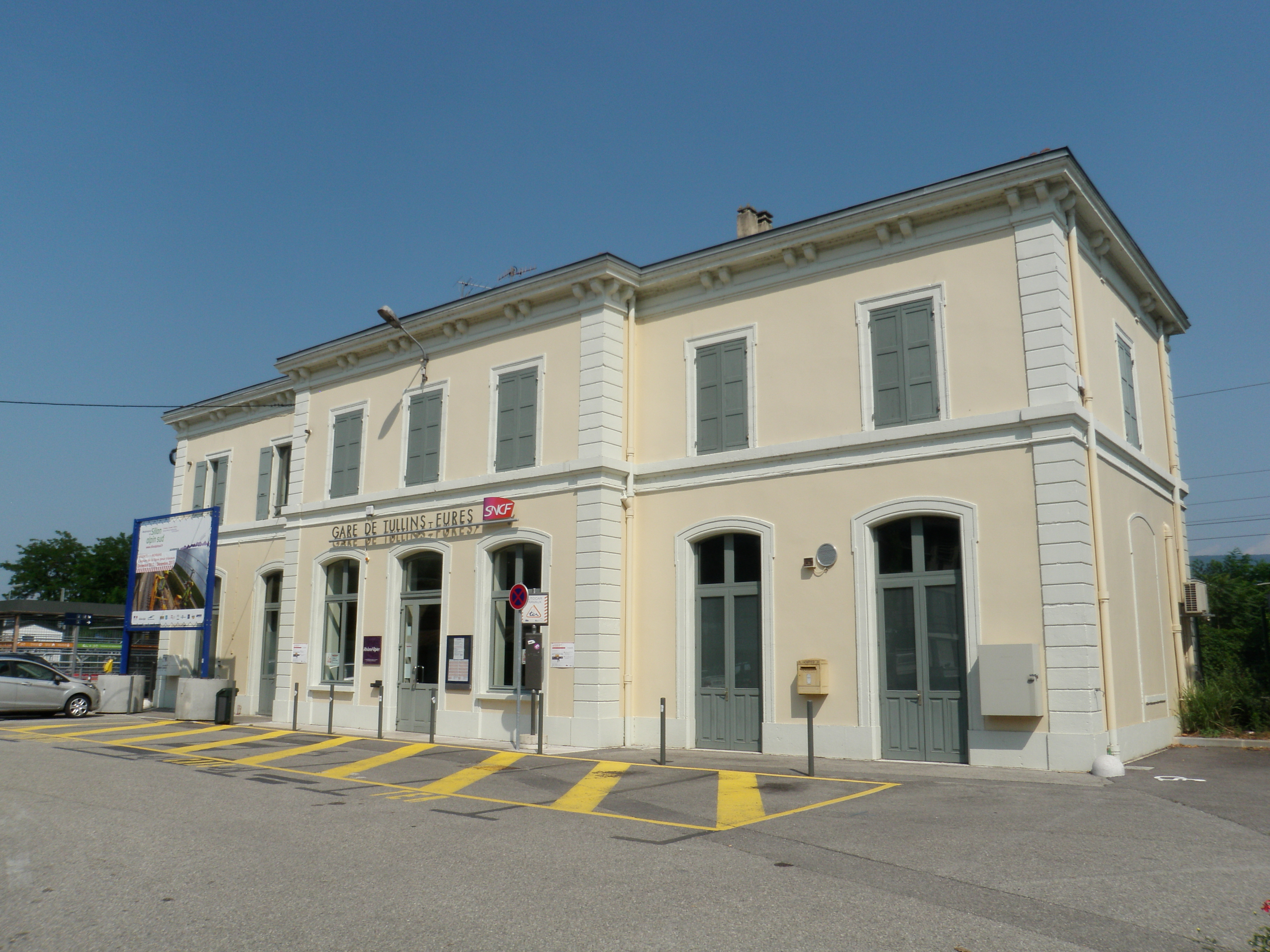
La gare de Tullins-Fures.